# Academia Guatemalteca de la Lengua
La Academia Guatemalteca de la Lengua es un grupo de académicos expertos en el uso de la lengua española en Guatemala. Fue establecida el 30 de junio de 1887 y pertenece a la Asociación de Academias de la Lengua Española. El 5 de septiembre de 2012, coincidiendo con el 125.º aniversario de la institución, la Academia fue distinguida con la Orden del Quetzal en el grado de Gran Cruz por el gobierno de Guatemala.

## Historia

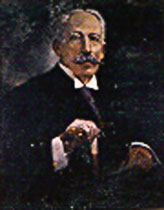
Licenciado Antonio Batres Jáuregui, miembro fundador de la Academia.

La Academia Guatemalteca de la Lengua es la última de las academias de este tipo fundadas en el siglo XIX; se constituyó durante el régimen del general Manuel Lisandro Barillas Bercián en 1887, aunque su reconocimiento jurídico data de 1888. Los miembros fundadores fueron Fernando Cruz, primer director, Ángel María Arroyo, Juan Fermín de Aycinena, Agustín Gómez Carrillo, Antonio Batres Jáuregui, José Matías Quiñónez, Antonio Machado Palomo y Guillermo Francisco Hall Avilés. A lo largo de su historia, la institución ha editado numerosas publicaciones. Entre ellas destacan las obras completas de José Batres Montúfar (1981) y Cuestiones filológicas (1988), obra de Antonio José de Irisarri. Además, publica el boletín en el que se recopilan los discursos de ingreso de los académicos, estudios sobre lingüística y literatura, y otra información de interés.

### Polémica de «Semilla de Mostaza»

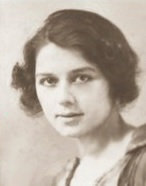
Escritora Elisa Hall de Asturias. Publicó el libro «Semilla de mostaza» en 1938 dando lugar a una fuerte polémica entre los literatos del país y miembros de Academia Guatemalteca de la Lengua.

La intelectual autodidacta guatemalteca Elisa Hall de Asturias se familiarizó con el trabajo monumental que su suegro, Antonio Asturias, realizaba con el afán de mantener al día la genealogía de la familia Asturias, desde el arribo del primer antepasado, Sancho Álvarez de Asturias, a Guatemala en la segunda mitad del siglo XVII. Además, Antonio Asturias poseía una riquísima biblioteca, en la cual leía Hall interesada en esas historias antiguas que contemplaban las emigraciones que dieron lugar a la población de Escocia e Irlanda, así como al origen de la nobleza de España. Fue así como Hall concibió la idea de escribir «Semilla de Mostaza», obra monumental que, según el manuscrito de tresciento cuarenta y tres folios, inició el 5 de febrero de 1937 y finalizó el 3 de febrero de 1938. Hall de Asturias se documentó profundamente sobre la época de Sancho Álvarez de Asturias para escribir unas memorias que, narradas en primera persona y con un lenguaje arcaico, cuentan la vida en España del número uno de la genealogía, don Sancho, y el porqué de su emigración al Nuevo Mundo en 1666. En mayo de 1937, su padre, Guillermo F. Hall, miembro fundador de la Academia Guatemalteca de la Lengua llevó a esta los primeros capítulos de la obra que su hija estaba escribiendo, y a quien tanto él como su hijo Guillermo ayudaban pasando el texto a máquina.
La primera edición de «Semilla de mostaza» se imprimió en octubre de 1938 y contó con una tirada de mil ciento cincuenta ejemplares de cuatrocientas dieciséis páginas, impresos con el respaldo del gobierno del presidente general Jorge Ubico Castañeda, en los talleres de la Tipografía Nacional. Esta primera edición fue cuidadosamente revisada por la escritora y primorosamente adornada por ella misma con dibujos y vírgulas en la carátula e interiores.

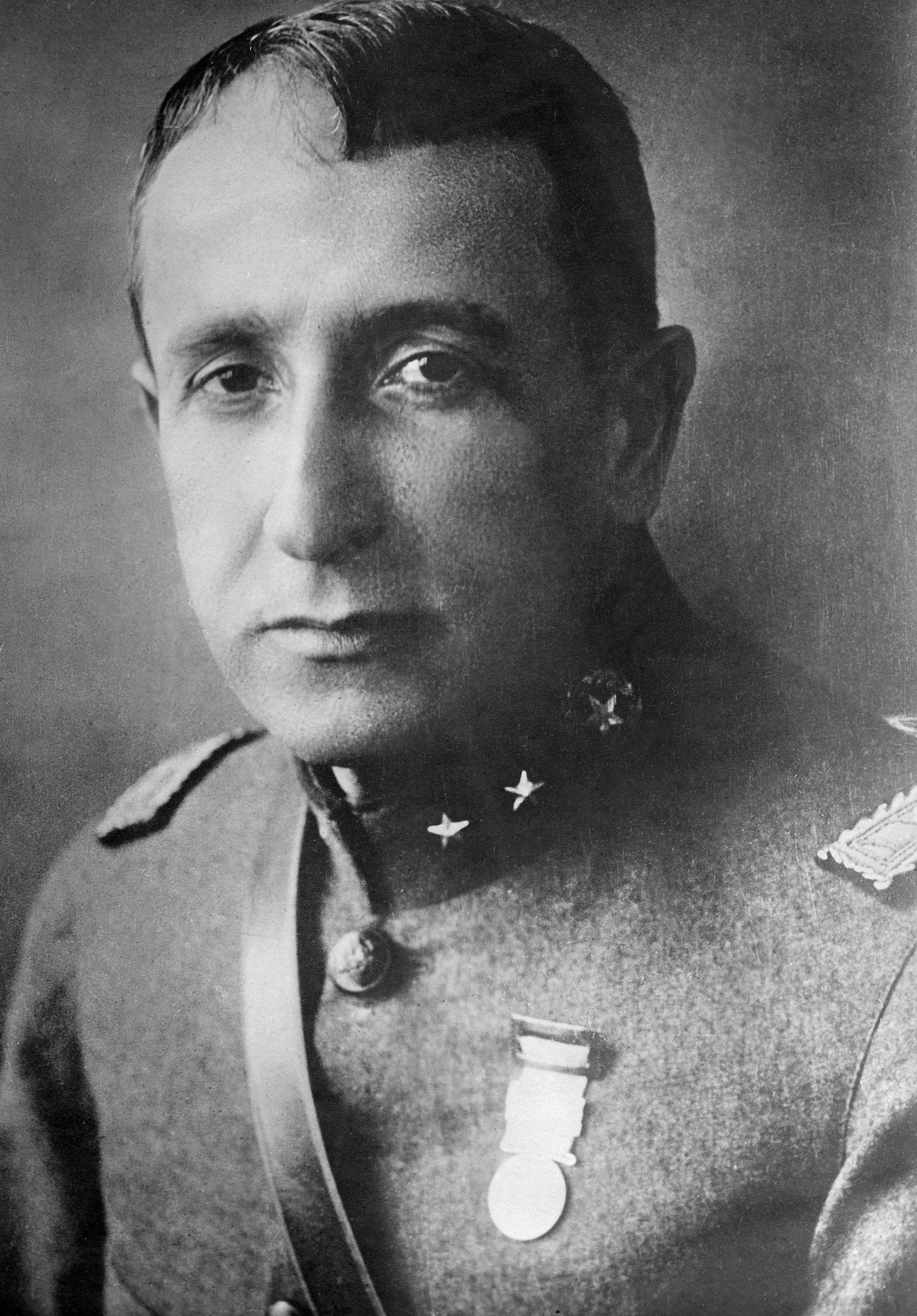
General Jorge Ubico. Patrocinó la publicación de «Semilla de mostaza» en los talleres de la tipografía Nacional en 1938.

El libro de Hall causó general estupefacción entre sus lectores; todos coincidían en que se trataba de una obra maestra comparable con la producción de Lope de Vega, de Luis de Góngora y de Miguel de Cervantes, y que no solo iba a enriquecer a las letras guatemaltecas sino a las del continente y a la literatura universal. El periodista y miembro de la Academia Guatemalteca Federico Hernández de León, lo expresó así en el Diario de Centro América: «…el parecer uniformado se expresó en cálidos elogios: había desenfado, agilidad y donaire, sabor de vino rancio y color de oro viejo…».  Pero algunos críticos dudaron de que «Semilla de mostaza» -por ser una obra de arte magistral- pudiese ser obra de una mujer que se daba a conocer con semejante monumento escritural en el mundo de las letras y que, además, no había cursado universidad alguna, sino que había estudiado en la intimidad de su hogar.  Estos críticos consideraban que era imposible que una fémina fuese capaz de manejar la pluma de manera tan maravillosa y amena. Este fue motivo suficiente para que se desencadenara un debate en torno a la autoría de la obra.
Entre las hipótesis que surgieron están:
- Hall de Asturias solamente transcribió un manuscrito antiguo
- Miguel Ángel Asturias sirvió de “escritor fantasma”: Asturias vivía por ese entonces en Guatemala y se dedicaba a labores de escritura, casi de sobrevivencia, porque la fama aún no le llegaba.[Nota 2][1]

Otros, en cambio, daban credibilidad a la versión de que Elisa Hall era capaz de escribir tan esplendorosa obra.
En realidad, los intelectuales guatemaltecos aprovecharon la oportunidad de una polémica alejada de la polémica política, la cual era fuertemente censurada, e intentaron hacer gala de su erudición. Entre los periódicos que estuvieron implicados en la polémica están El Imparcial, Nuestro Diario y El Liberal Progresista, que aunque no eran estatales, usualmente ofrecían puntos de vista afines al oficialismo del general Ubico Castañeda.

## Organización
De acuerdo con sus estatutos, la corporación puede llegar a tener hasta treinta miembros de número. Entre sus integrantes hay expertos en los campos de la filología, la filosofía, el periodismo, la música, la economía y la informática.
La corporación ofrece periódicamente cursos para profesores de Lengua y Literatura y comunicadores sociales. Asimismo, participa en los trabajos de la Asociación de Academias de la Lengua Española, centrándose en el estudio de palabras guatemaltecas que posteriormente se incorporan en las obras académicas.

## Académicos

### Académicos de número por orden de antigüedad

Escudo de la Asociación de Academias de la Lengua Española, a la que pertenece la Academia Guatemalteca de la Lengua.

- Dieter Hasso Lehnhoff Temme
- Lucrecia Méndez de Penedo
- Gustavo Adolfo Wyld Ferraté
- Mario Alberto Carrera Galindo
- Julia Guillermina Herrera Peña
- Francisco Pérez de Antón
- Rigoberto Juárez Paz
- Ana María Urruela de Quezada
- Mario Antonio Sandoval Samayoa
- Carmen Matute
- Francisco Morales Santos
- Delia Quiñónez Castillo de Tock
- Gonzalo de Villa y Vásquez
- Mario Roberto Morales Álvarez
- María Raquel Montenegro Muñoz
- José Oswaldo Salazar de León
- Julio Roberto Palomo Silva
- Gustavo Adolfo García Fong

### Académicos fallecidos
- Ángel María Arroyo (1838-1893)
- Agustín Washington Gómez Carrillo (1838-1908)
- Antonio Batres Jáuregui (1847-1929)
- Enrique Gómez Carrillo (1873-1927)
- Federico Hernández de León (1883-1959)
- Rafael Arévalo Martínez (1884-1975)
- Carlos Federico Mora (1889-1972)
- José María Bonilla Ruano (1898-1957)
- David Vela Salvatierra (1901-1992)
- Angelina Acuña de Castañeda (1905-2006)
- Teresa Fernández-Hall de Arévalo (1918-2012)
- Luz Méndez de la Vega (1919-2012)
- María del Carmen Meléndez de Alonzo (1948-2012)
- Alfonso Enrique Barrientos (1921-2007)
- Francisco Albizúrez Palma (1935-2014)
- Margarita Carrera (1929-2018)